# 루예촌 선발 시험
루예촌 선발 시험(버마어: လူရည်ချွန် ရွေးချယ်ရေး စာမေးပွဲ →우수 학생 선발 시험)은 미얀마의 오랜 교육 이니셔티브로, 수십 년에 걸쳐 발전하여 수많은 모범 시민을 배출해왔다.

## 역사
루예촌 프로젝트(လူရည်ချွန် စီမံကိန်း)는 1963~1964 학년도에 시작되어, 1964년에 첫 번째 우수 학생들이 선발되었다. 처음에는 7학년부터 10학년까지의 학생들을 대상으로 선발하였으며, 이후 대학 및 단과대학 학생들까지 범위를 확대하였다. 연례 선발은 1988년까지 이어졌으며, 이는 루예촌 프로젝트의 25번째 은주년을 기념하는 해였다. 1988년부터 일시 중단되었던 이 프로젝트는 2013년에 다학제 우수 청년 프로젝트(ဘက်စုံပညာ ထူးချွန်လူငယ် စီမံကိန်း)라는 이름으로 부활하였다. 2014년에는 프로젝트 시작 50주년을 기념하여 전국의 루예촌 동문들이 "루예촌(1964~1988) 협회"를 결성하였다. 2018년에는 프로젝트 명칭이 다시 루예촌 프로젝트로 환원되었다. COVID-19 범유행으로 인해 2019~2020 학년도부터 프로젝트가 일시 중단되었으나, 2022~2023 학년도에 재개되었다. 새로운 교육 체계에 따라 2023~2024 학년도부터는 9학년부터 12학년까지의 학생들을 대상으로 선발하고 있다. 2024~2025 학년도에는 선발 범위가 우수한 대학 1학년생까지 확대되어, 고등교육 단계에서도 뛰어난 역량을 인정하고자 하는 프로젝트의 의지를 반영하였다.
2024~2025 학년도에는 루예촌 선발 시험이 성공적으로 치러지고 수상자 명단도 전국적으로 발표되었지만, 매년 5월에 진행되던 루예촌 수상자 대상의 연례 견학은 미얀마에서 발생한 대규모 지진의 여파로 인해 무기한 연기되었다. 2025년 6월 현재까지도 새로운 일정은 발표되지 않았다.

## 목적
이 프로젝트는 "현대적이고 발전된 민주주의 국가 건설에 필요한 인적 자원을 육성하기 위해 다학제 교육을 향상시키는 것"을 목표로 하는 국가적 사회 이니셔티브이다. 이러한 목표를 달성하기 위해 다가오는 학년도에도 미래 세대를 지속적으로 육성하기 위한 노력이 이어지고 있다.

## 같이 보기
- 미얀마의 교육